# Es Mercadal
Es Mercadal (nome oficial) ou El Mercadal é um município da Espanha na ilha de Minorca, província e comunidade autónoma das Ilhas Baleares. Tem 136,3 km² de área e em 2021 tinha 5 444 habitantes (densidade: 39,9 hab./km²).

## Demografia
| Variação demográfica do município entre 1991 e 2004 [carece de fontes?] | Variação demográfica do município entre 1991 e 2004 [carece de fontes?] | Variação demográfica do município entre 1991 e 2004 [carece de fontes?] | Variação demográfica do município entre 1991 e 2004 [carece de fontes?] |
| ----------------------------------------------------------------------- | ----------------------------------------------------------------------- | ----------------------------------------------------------------------- | ----------------------------------------------------------------------- |
| 1991                                                                    | 1996                                                                    | 2001                                                                    | 2004                                                                    |
| 2365                                                                    | 2572                                                                    | 3089                                                                    | 3844                                                                    |